# Nycticryphes semicollaris
La beccaccia dorata sudamericana (Nycticryphes semicollaris (Vieillot, 1816)) è un uccello acquatico della famiglia dei Rostratulidi (Rostratulidae), che comprende, oltre a questa, altre due specie, la beccaccia dorata australiana e la beccaccia dorata maggiore.

## Descrizione

### Dimensioni
Misura circa 20 cm di lunghezza per un peso di circa 77 g; è alta circa 15 cm.

### Aspetto
Dotata di zampe robuste con dita lunghe, ha il becco massiccio e relativamente corto, con l'estremità incurvata verso il basso (per cui, in Brasile, l'animale ha ricevuto il nome di bico torto). Inoltre l'estremità del becco si allarga a spatola, ed è adorna di chiazze rosse. Testa e collo sono neri; il vertice presenta una vistosa striscia color crema, e all'attaccatura del collo vi è una serie trasversale di macchie candide. Le ali sono bruno-nere, con grandi macchie rotonde di colore bianco-neve. Anche l'addome è bianco; maschi e femmine si distinguono appena, a differenza delle altre due specie della sua famiglia, dalle quali si distingue anche per la presenza di membrane interdigitali.

### Voce
Presso alcuni esemplari in cattività è stato registrato un wee-oo rauco e sibilante.

## Distribuzione e habitat
La specie è diffusa nella parte meridionale del Sudamerica, da Brasile meridionale, Paraguay e Uruguay fino a Cile e Argentina, dove popola i prati irrigui.

## Biologia
Poiché nella beccaccia dorata sudamericana l'aspetto dei due sessi è uguale, si presume che in questa specie maschi e femmine siano impegnati in ugual misura nel compito della cova. Le uova, per lo più 2 per ogni covata, sono molto diverse da quelle del vicino beccaccino del Paraguay; non sono sferiche, ma allungate con estremità mozza, e i disegni scuri sono spesso così fitti da ricoprire quasi interamente il fondo chiaro. Solo difficilmente si riesce a spaventare questo uccello durante la cova. Durante il volo, relativamente lento e sempre diritto, rimane muto, per cui in Sudamerica gli è stato attribuito il soprannome di narceja muta («beccaccino muto»). È particolarmente attivo al crepuscolo e quando il tempo è piovoso.

## Conservazione

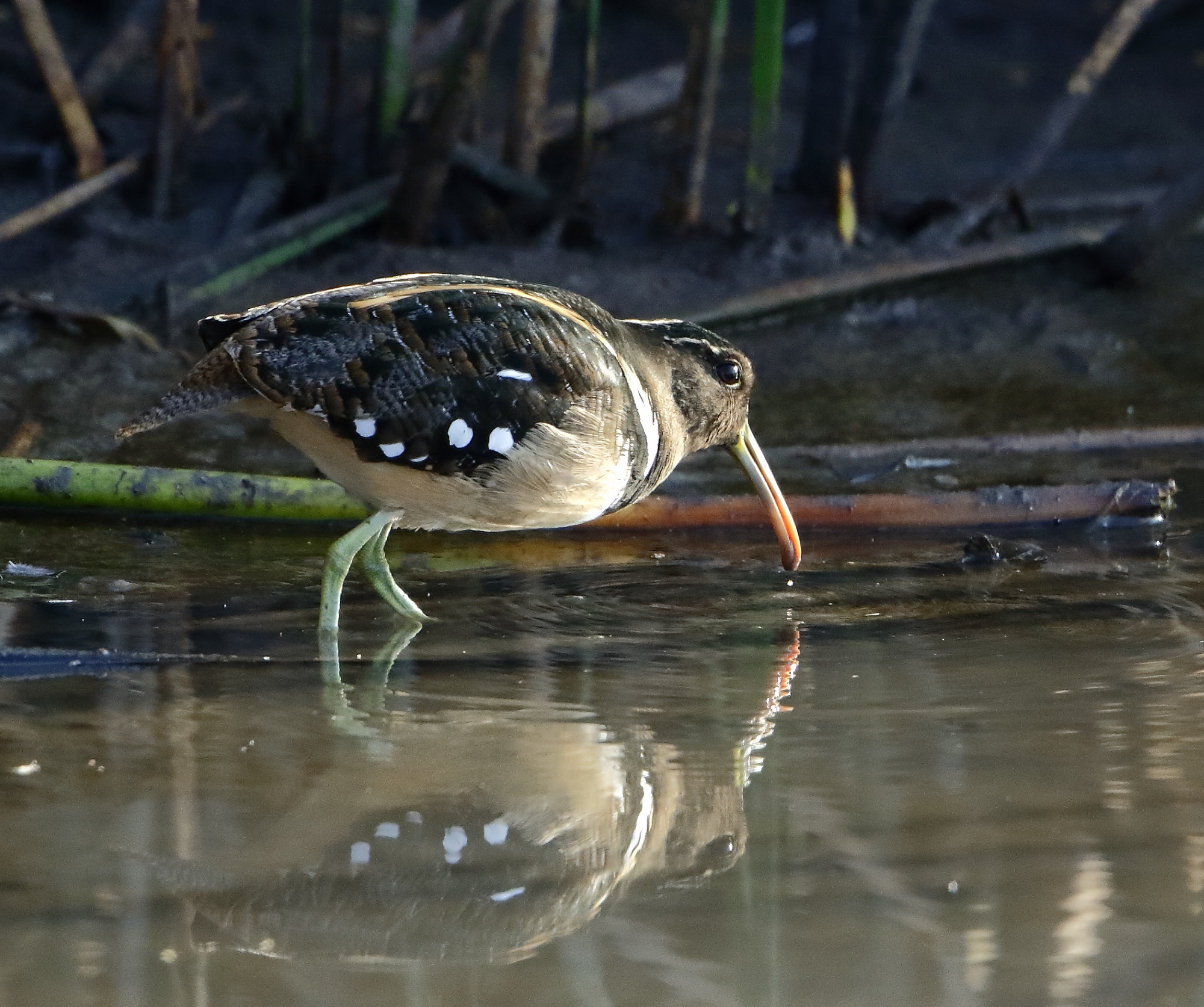
Una beccaccia dorata sudamericana nei pressi di uno specchio d'acqua nella provincia di Santa Fe, in Argentina

La beccaccia dorata sudamericana è sempre stata considerata selvaggina pregiata in Cile e Argentina e regolarmente cacciata. È una specie rara in tutto il suo areale e può essere minacciata dalla bonifica delle zone umide e da altri tipi di degrado dell'habitat. Tuttavia, non è stato documentato alcun calo significativo della popolazione e lo stato di conservazione della specie rimane «a basso rischio» (Least Concern).